# Greifstachler
Die Greifstachler (Coendou) sind eine baumbewohnende Gattung stachelschweinverwandter Nagetiere in Lateinamerika.

## Merkmale
Der Schwanz der Greifstachler ist als Greifschwanz ausgebildet. Im Gegensatz zu anderen Säugern mit Greifschwanz rollt der Greifstachler seinen Schwanz nach oben ein. Vordere und hintere Extremitäten sind zu Greiforganen umgewandelt, was das Klettern erleichtert. Der ganze Körper erwachsener Tiere ist von dornenartigen Stacheln bedeckt, nur der Greifschwanz trägt keine.

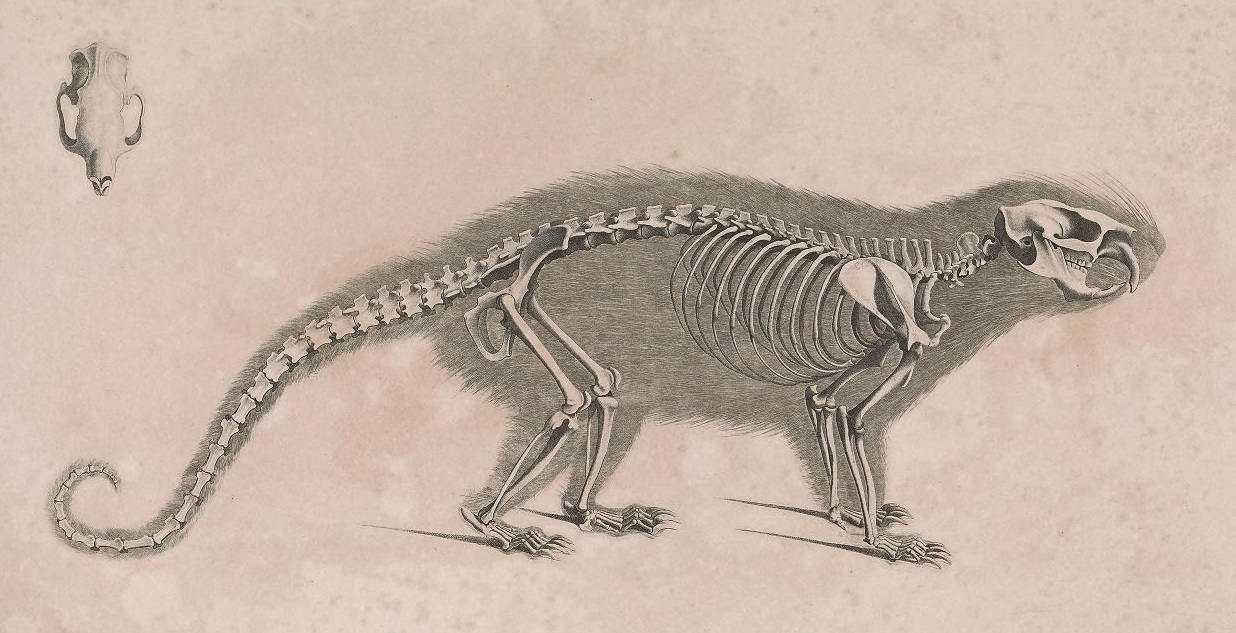
Skelett des Cuandu (Coendou prehensilis)
(Christian Heinrich Pander: Die vergleichende Osteologie, 1821)

## Verbreitung
Heimat sind die Wälder von Südmexiko, Mittelamerika und Südamerika.

## Lebensweise
Die Greifstachler klettern zwar langsam, aber durch ihre fünf vollwertigen Greiforgane sehr sicher in den Bäumen umher. Ihre Nahrung besteht aus Blättern, Knospen, Früchten, Rinde und Wurzeln der Bäume. Sie sind nachtaktive Einzelgänger. Untereinander sind sie recht aggressiv. Die Weibchen bringen meistens nur ein Junges zur Welt, manchmal Zwillinge. Das Junge ist bei der Geburt schon sehr groß, die Stacheln noch sehr weich und biegsam. Greifstachler erreichen eine Kopf-Rumpf-Länge von 30–60 cm sowie eine Schwanzlänge von 33–45 cm. Ein Greifstachler kann bis zu 27 Jahre alt werden.

## Bedrohung
Ihre Warnrufe erinnern an Kleinkinderrufe. Erwachsene Greifstachler haben aufgrund ihrer Stacheln keine spezifischen natürlichen Fressfeinde, aber vielfältige Bedrohungen bestehen durch den Greifvogel Harpyie (Harpia harpyja), Jaguar (Panther onca), Puma (Puma concolor), Ozelot (Leopardus pardalis), Schlangen und am Boden z. B. durch das Beulenkrokodil (Crocodylus moreletii). Die Hauptbedrohung geht vom Menschen aus.

## Arten

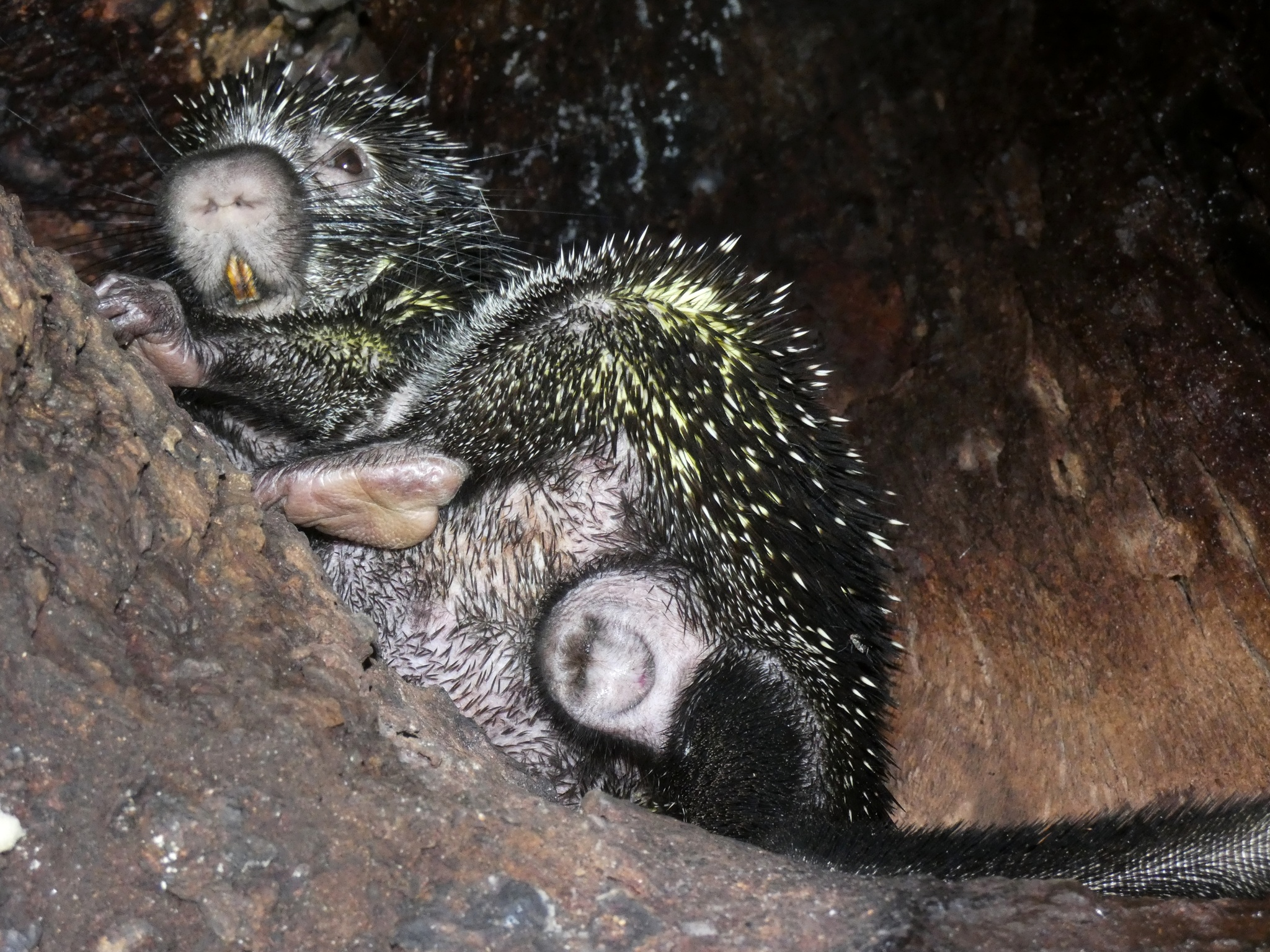
Coendou rothschildi

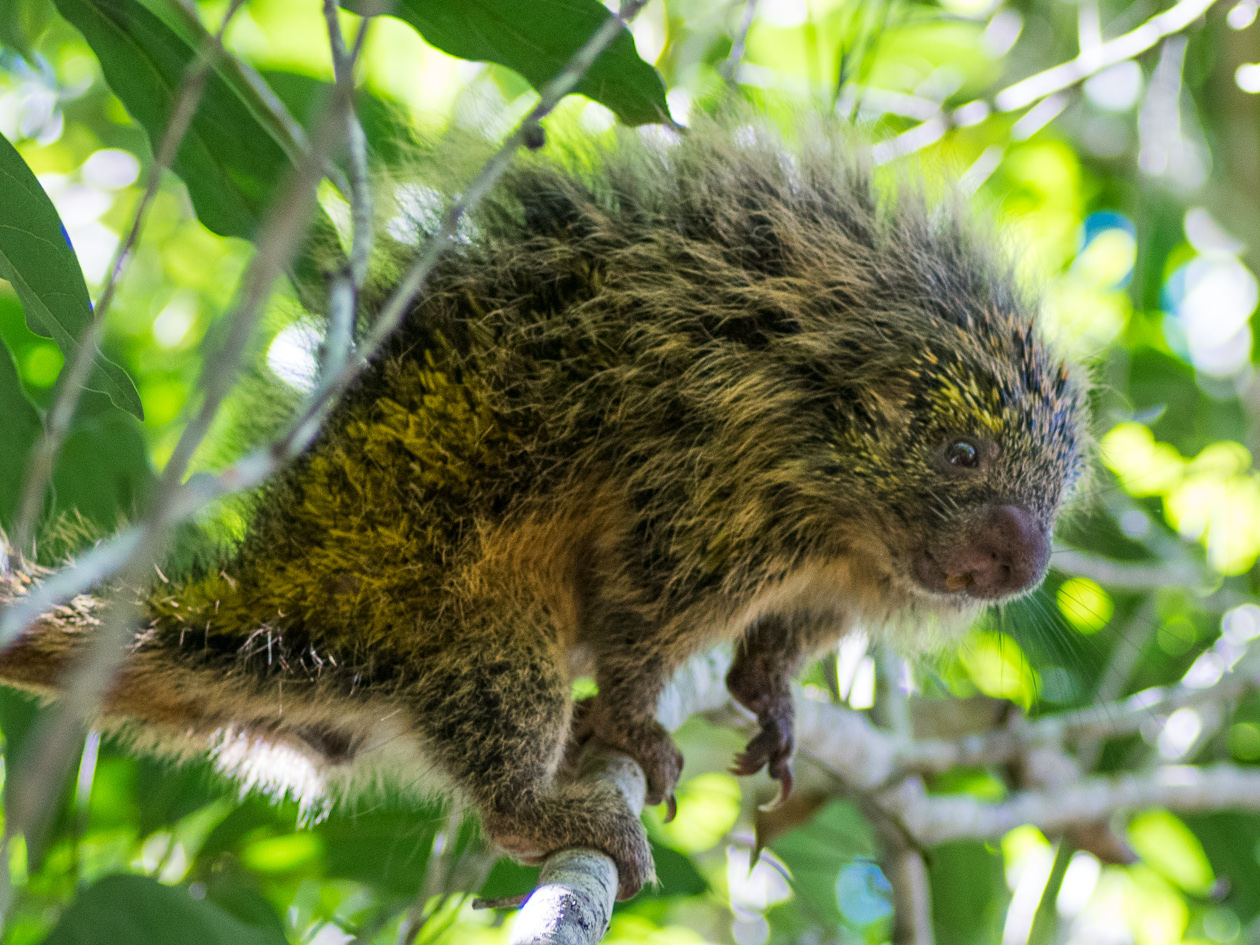
Coendou spinosus

Es werden 18 Greifstachlerarten unterschieden:
- Baturité-Greifstachler (Coendou baturitensis)
- Südamerikanischer Zweifarb-Greifstachler (Coendou bicolor)
- Gestreifter Baumstachler (Coendou ichillus)
- Wolliger Baumstachler (Coendou insidiosus)
- Amazonien-Greifstachler (Coendou longicaudatus)
- Schwarzschwanz-Baumstachler (Coendou melanurus)
- Mittelamerikanischer Baumstachler (Coendou mexicanus)
- Schwarzer Zwerg-Greifstachler (Coendou nycthemera)
- Cuandu oder Brasilianischer Greifstachler (Coendou prehensilis, einschließlich Coendou sanctamartae)
- Punktrücken-Baumstachler (Coendou pruinosus)
- Anden-Greifstachler  (Coendou quichua)
- Roosmalen-Baumstachler (Coendou roosmalenorum)
- Coendou rothschildi
- Bergstachler (Coendou rufescens)
- Pernambuco-Greifstachler (Coendou speratus)
- Dichthaar-Baumstachler (Coendou spinosus, einschließlich Coendou villosus)
- Brauner Baumstachler (Coendou vestitus)
- Coendou vossi

Viele der auch in zoologischen Werken der Gattung der Greifstachler zugeordneten Tiere wurden ursprünglich in der Gattung der Südamerikanischen Baumstachler (Sphiggurus) geführt. Hier ergaben molekulargenetische Studien, dass die Gattung Sphiggurus keine geschlossene Gruppe bildet. Sie wurde daher aufgelöst und in die Baumstachler überführt. Gleiches gilt für den Bergstachler, der in älteren Systematiken die monotypische Gattung Echinoprocta bildet. Die Greifstachler stehen in der Familie der Baumstachler (Erethizontidae).

## Kontakt mit Menschen
Greifstachler können als ernsthafte Schädlinge forst- oder landwirtschaftlicher Plantagen auftreten. In Gefangenschaft werden Greifstachler ihrem Pfleger gegenüber sehr zahm. Greifstachler gehören zu den seltenen Pfleglingen in Zoos. In Deutschland werden sie lediglich in Frankfurt am Main und in Rockenhausen (Tierpark Donnersberg) gehalten.